# Strzmiele
Strzmiele (Strzemiele, niem. Stramehl) – wieś w Polsce położona w województwie zachodniopomorskim, w powiecie łobeskim, w gminie Radowo Małe, nad strugą Meszną. Około 0,5 km na wschód od wsi znajduje się Jezioro Strzemielskie, a ok. 0,2 km na północny wschód jezioro Jurkowo. W latach 1818–1945 miejscowość administracyjnie należała do Landkreis Regenwalde (Powiat Resko) z siedzibą do roku 1860 w Resku, a następnie w Łobzie i liczyła mieszkańców w roku 1933 – 390, 1939 – 406 osób.
W latach 1946–1998 miejscowość administracyjnie należała do województwa szczecińskiego.
W miejscowości znajduje się skrzyżowanie drogi wojewódzkiej nr 147 z drogą wojewódzką nr 146. Wieś jest położona na Wysoczyźnie Łobeskiej. Aktualnie sołtysem jest Bolesław Łęcki.

## Historia
Pierwsze wzmianki o zamku w Strzmielach pochodzą z 1282 r. i mówią, że Borko I (von Borcke) miał synów Jana i Jakuba, a w 1295 r. urodził się tu Mikołaj. W roku 1334 miał miejsce konflikt zbrojny pomiędzy Borkami a księciem Barnimem III i zamek w Strzmielach został zdobyty. W roku 1348 (1346) Strzmiele miały już kościół (w II poł. erygowano parafię) i otrzymały prawa miejskie według wzoru lubeckiego nadane przez Jakuba III Borka, które utraciły w XVI w.
W roku 1357 Borkowie ze Strzmiela przejęli Pęzino k. Stargardu. W dniu 13 grudnia 1388 Maćko Borko oraz Eckhard Volde z 40 przyjaciółmi napadli na księcia geldryjskiego (obecnie Holandia) Wilhelma jadącego do krzyżaków w Malborku, porwali i uwięzili go w Złocieńcu. Spowodowało to konflikt zbrojny Borków ze Strzmiela z księciem Wołogoszczy, więc w sierpniu 1389 Maćko Borko uwolnił księcia Wilhelma. W tym samym roku na Strzmiele napadli krzyżacy i spalili miejscowość. W roku 1390 podczas składania hołdu Władysławowi Jagielle w Pyzdrach w orszaku Warcisława VII był Maćko Borko. W roku 1392 Maćko Borko poturbował krzyżackiego komtura z Czech Johanna Muelheima, a w odwecie wiosną 1393 krzyżacy pod wodzą wielkiego mistrza Konrada von Jungingena z udziałem książąt pomorskich zniszczyli zamek i miejscowość. W odwecie za to, w roku 1393 Maćko Borko zorganizował zbrojną wyprawę na tereny krzyżackie. W roku 1395 w kościele zbudowano dwa ołtarze – św. Katarzyny i św. Jerzego. W latach 1397–1408 Jakub Borko – altarzysta z Łobza, został prałatem kapituły kamieńskiej.
W Strzmielach urodziła się Sydonia von Borck (1548–1620).
W roku 1544 na mapie Pomorza Zachodniego „Kosmografia” Münstera widnieje nazwa Strzmiele. W roku 1584 Henryk Borko ufundował ambonę w kościele. W roku 1612 Adrian Borko gościł pomorskiego kartografa Eilharda Lubinusa. W roku 1615 miał miejsce remont kościoła i budowa dzwonnicy.
W roku 1714 część dóbr Borkowie sprzedali Adrianowi Bernhardowi von Edling, a ten wzniósł nowy dwór. W roku 1731 mieszkał w Strzmielach pastor Dawid Klubte. W roku 1742 dobra strzmielskie wraz z Czachowem i Smorawiną nabył Jan Fryderyk Loeper.
W 1947 roku zmieniono urzędowo niemiecką nazwę miejscowości – Stramehl, na polską nazwę – Strzmiele.

## Zabytki
- We wsi znajduje się zabytkowy kościół filialny pw. NMP i św. Andrzeja z 1722 roku. Na wieży kościoła znajduje się dzwon z 1592 roku wykonany przez stargardzkiego ludwisarza Joachima Karstede[7]. W roku 1752 ma miejsce konsekracja kościoła po zakończonym remoncie.

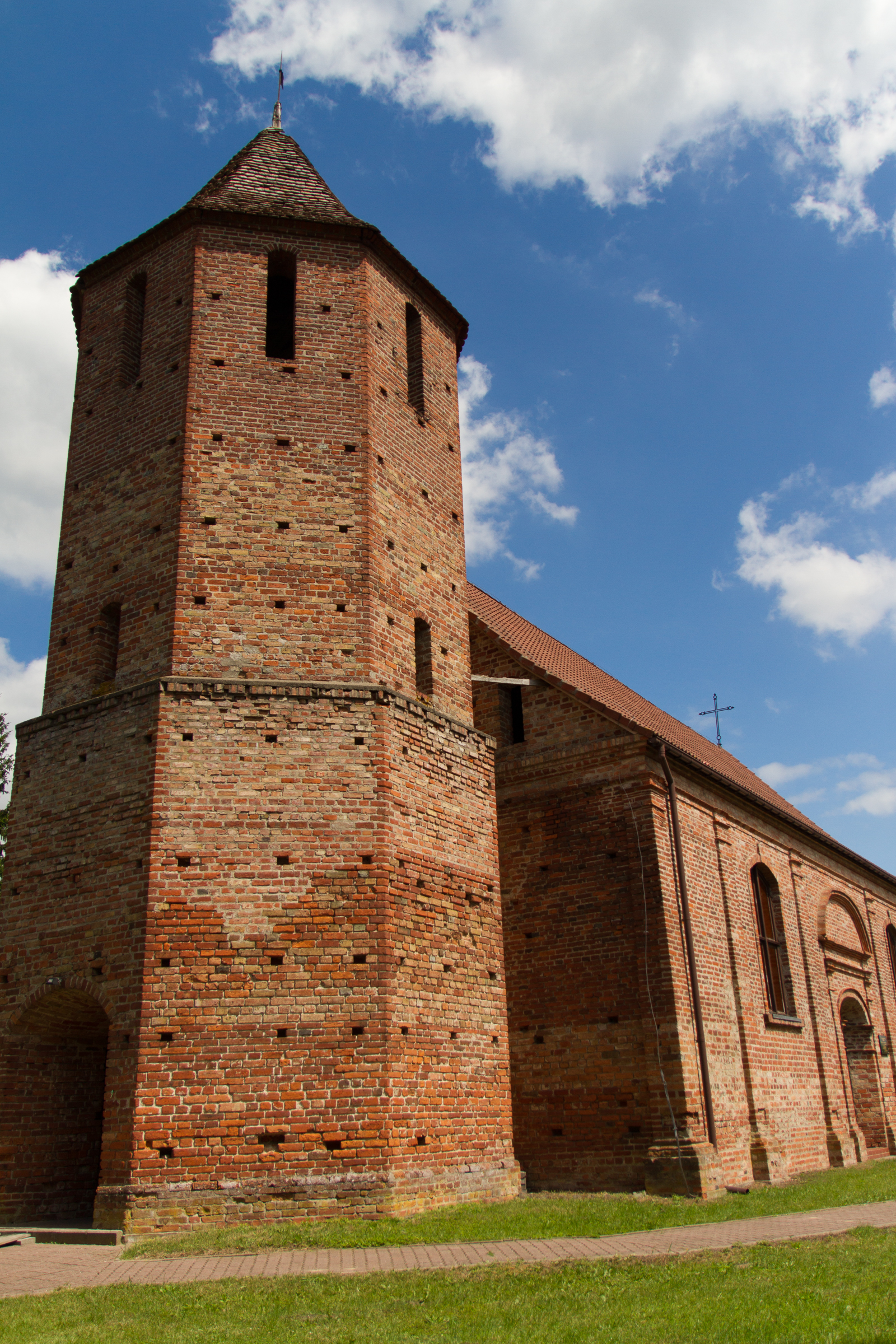
Strzmiele, kościół pw. NMP i św. Andrzeja, 1722

- zespół dworski z XVI i XVIII-XIX wieku. Dwór powstał na miejscu zamku Borków, który powstał na przełomie XIV i XV w. na niewielkim wyniesieniu w dolinie pra-Regi, na terenie chronionym rozlewiskami i podmokłymi łąkami zbudowano zamek. Teren zamkowy wraz z fosą posiadał szerokość ok. 80 na 90 m. Sam zamek zajmował obszar mieszczący się w wymiarach ok. 38×48 m. Zamek został w 1393 r. zniszczony przez krzyżaków za napady na rycerzy zmierzających z Europy Zachodniej do Malborka, jednak Maćko Borko go odbudował. Z roku 1551 pochodzi najstarszy opis zamku. W XVII w. na miejscu zamku zbudowano pałac w stylu barokowym. Został on przebudowywany w 1. ćwierćwieczu XVIII wieku, a potem w 1782-83 roku (Johann Georg Loeper – nowy właściciel – koszt 21 000 talarów), a także w połowie XIX wieku. Do zespołu należą także dwa pawilony tzw. domki kawalerskie lub strażnice, a także park z przełomu XVIII/XIX wieku[8]. W roku 1834 ma miejsce sprzedaż cennej biblioteki strzemielskiej dla Pomorskiego Towarzystwa Historycznego w Szczecinie, którą to bibliotekę Jan Jerzy Loeper założył w 1782 roku

## Osoby urodzone lub związane ze Strzmielami
- Sydonia von Borck (Sidonia von Borcke) (ur. 1548, zamek Strzmiele[9], zm. 19 sierpnia 1620, Szczecin) – szlachcianka pomorskiego rodu Borcke, ścięta i spalona na stosie jako czarownica.
- Joachim Holce (ur. 1683 w Strzmielach, zm. 16 lutego 1742 w Bobolicach) – niemiecki teolog, pedagog[10] i pastor, autor kilku prac teologicznych i członek zagraniczny Königlich Preußischen Sozietät der Wissenschaften[11].
- Johann Georg von Loeper (ur. 22 lipca 1819 w Wedderwill, zm. 13 czerwca 1900 w Szczecinie) – niemiecki parlamentarzysta, urzędnik (Landrat) i właściciel majątku ziemskiego w Strzmielach.

## Galeria

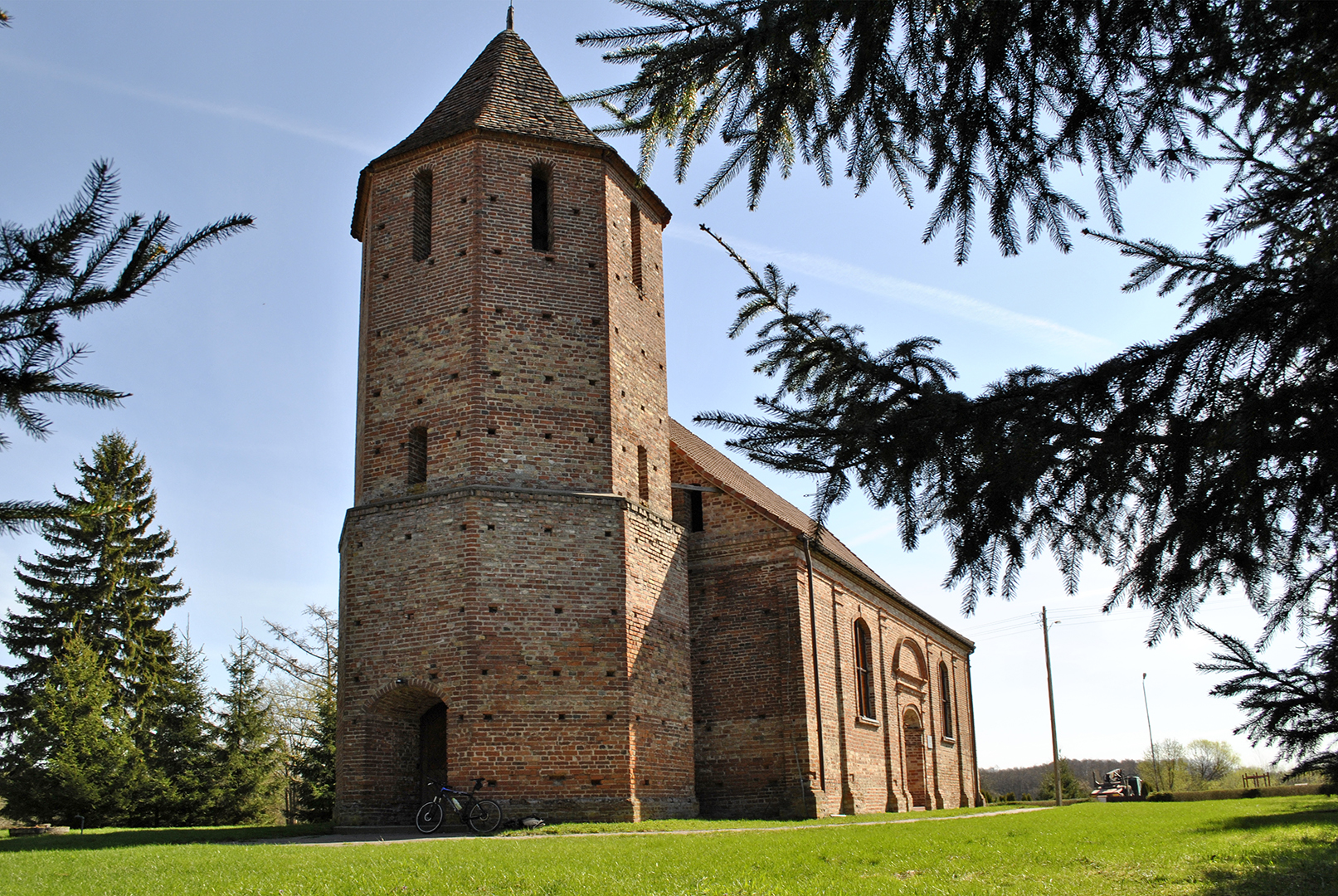
Strzmiele – kościół
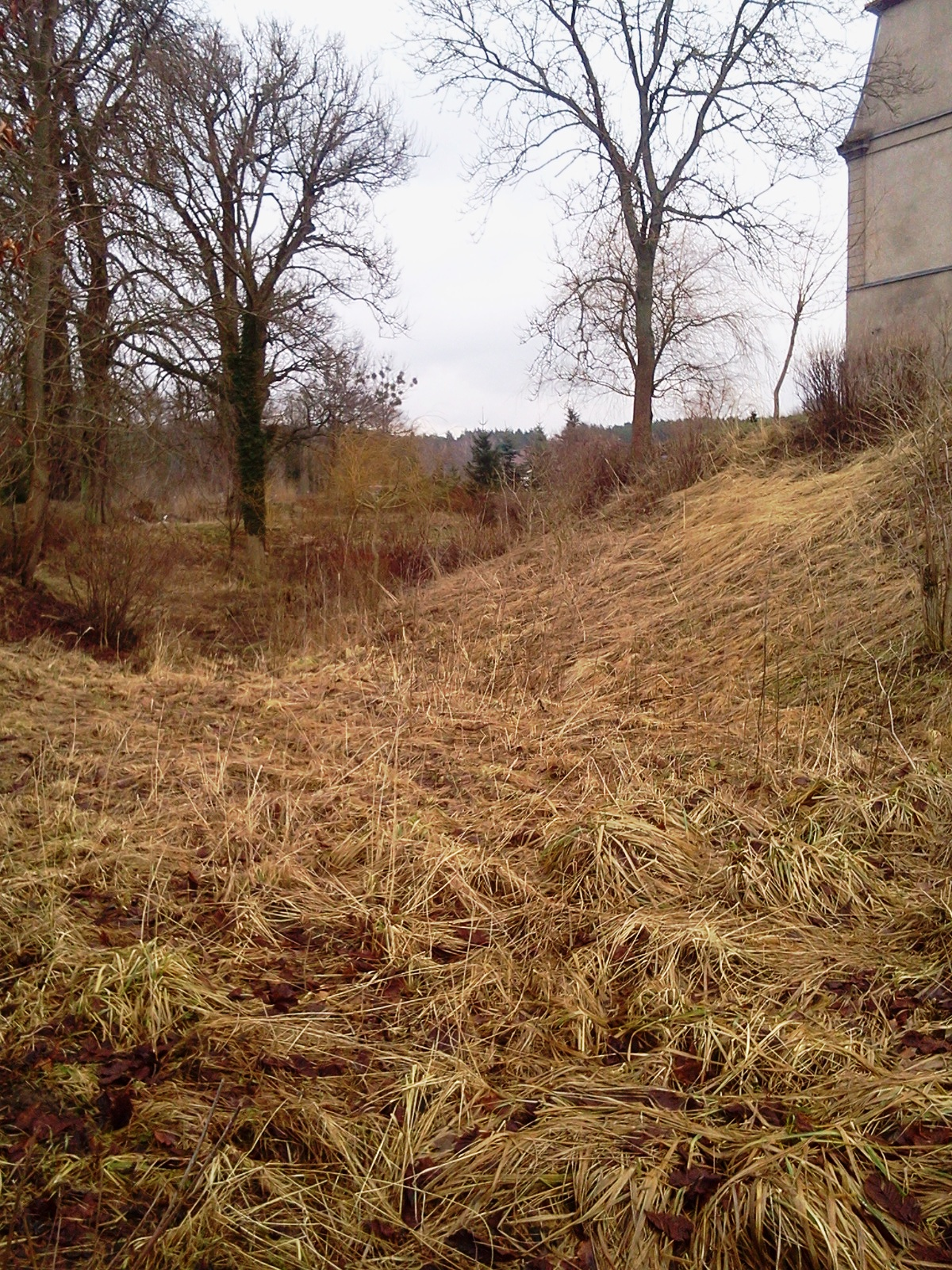
Fosa obok zamku w Strzmielach
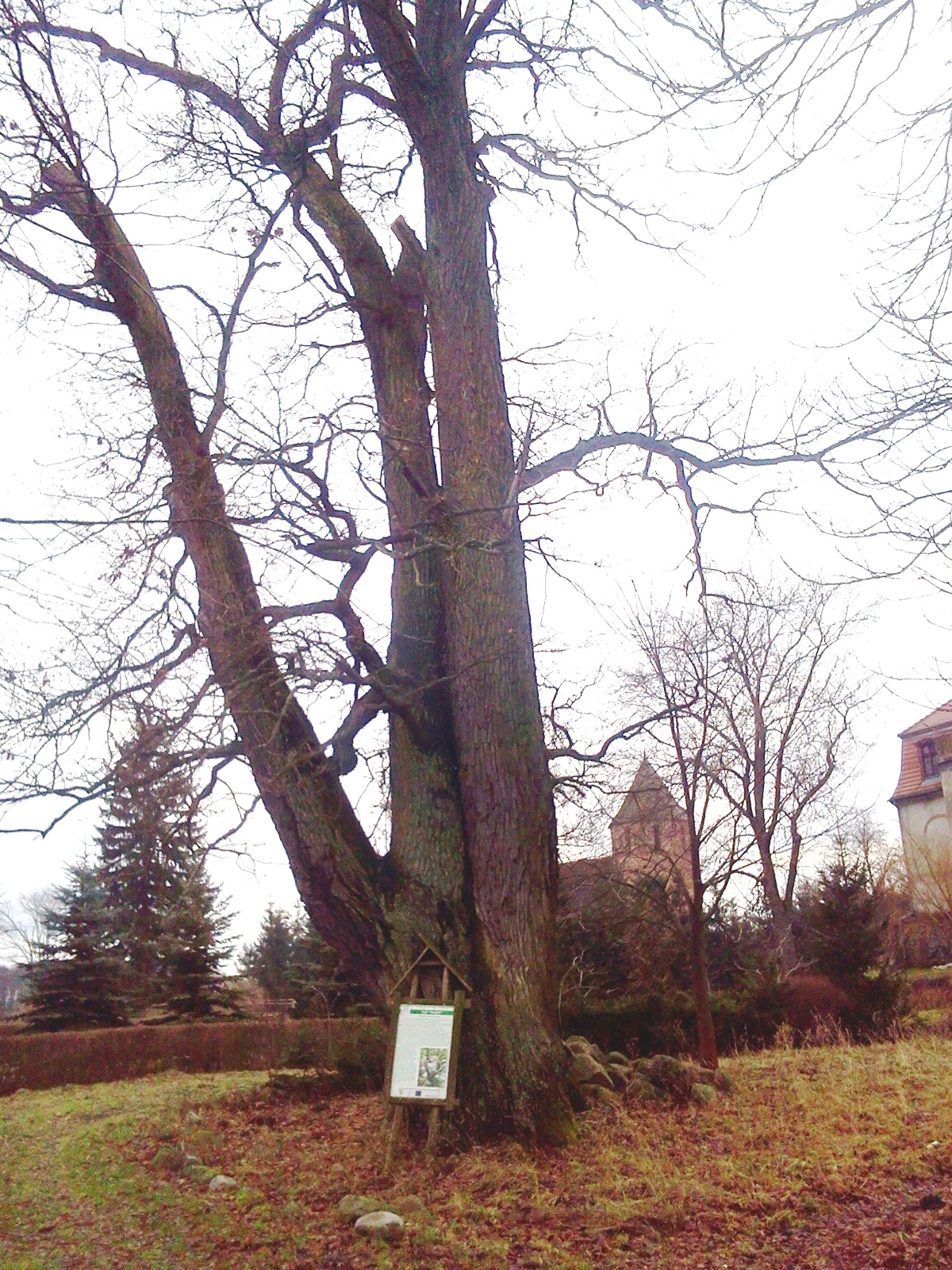
Dąb „Maćko” obok zamku w Strzmielach
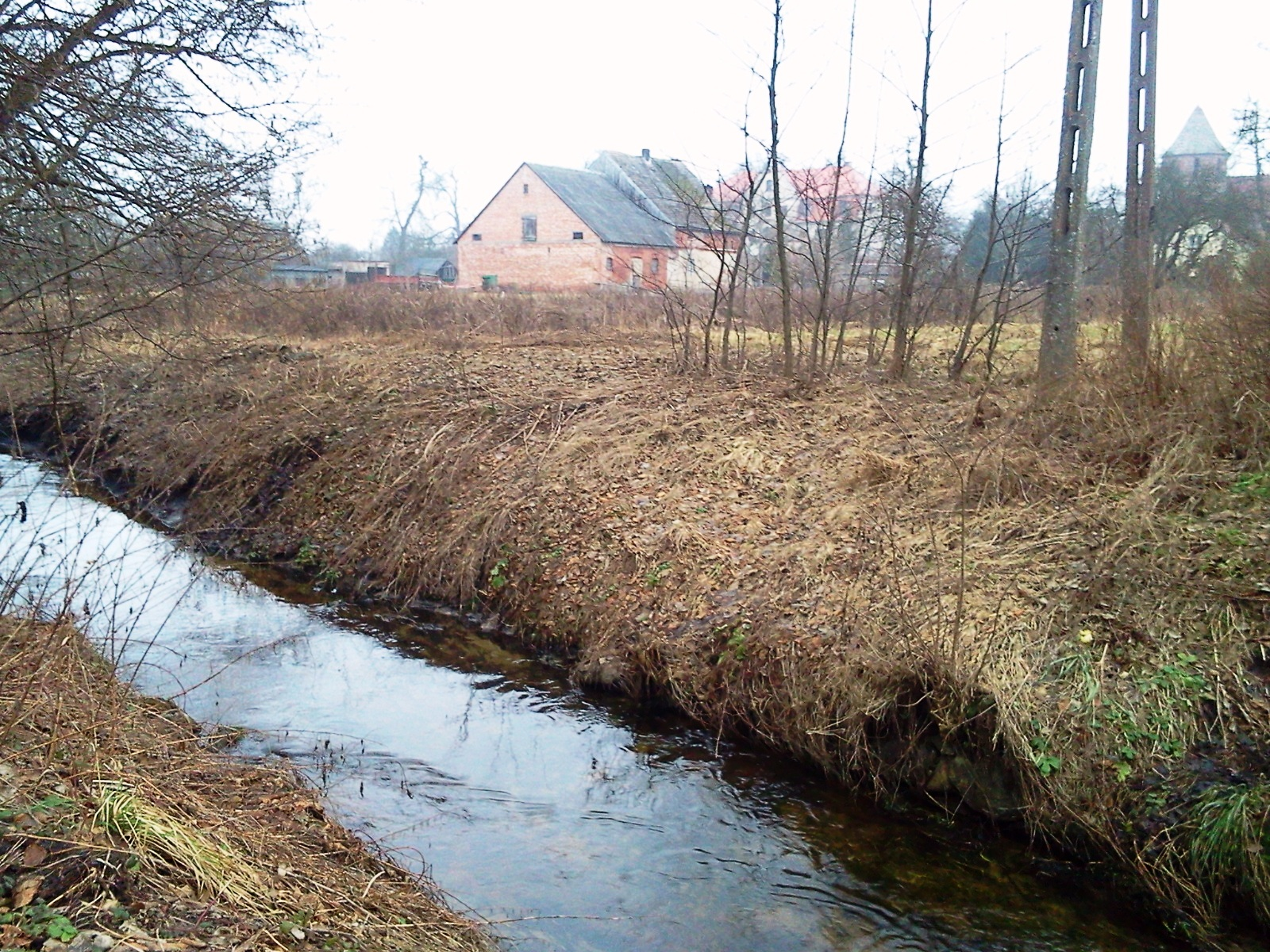
Struga Meszna w Strzmielach. W głębi widać kościół i Archiwum
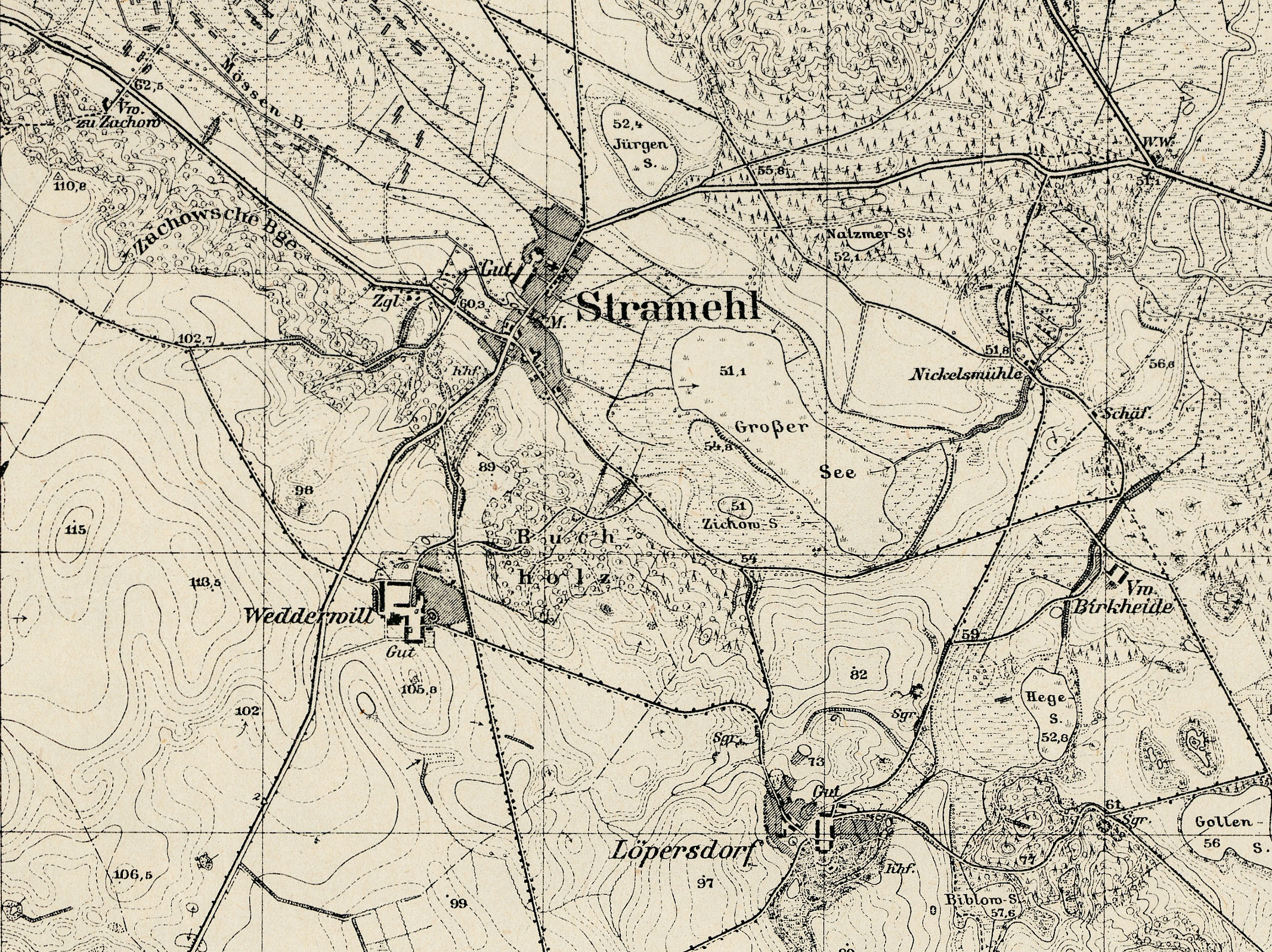
Strzmiele 1929 – mapa
Monochromatyczna mapa Lubinusa z 1618 r.